# 谷口恒

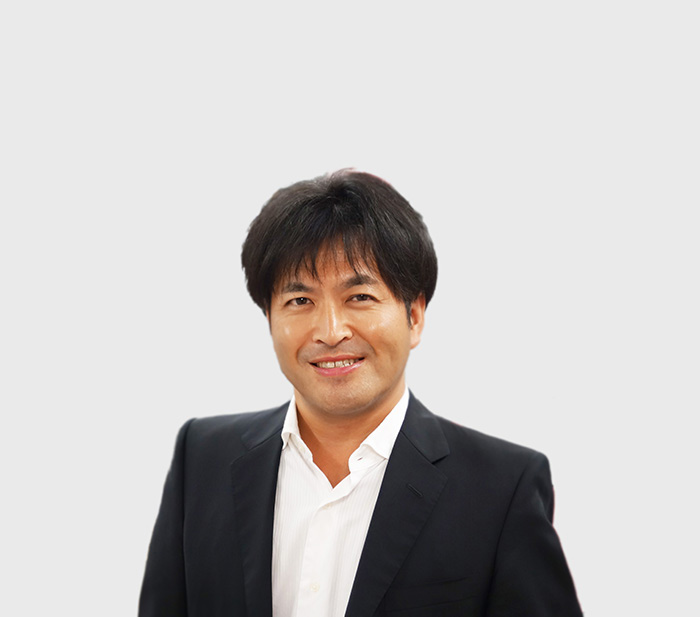

谷口 恒（たにぐち ひさし、1964年 - ）は、日本の技術者、実業家。株式会社ZMP創業者で、同社代表取締役社長。日本イノベーター大賞等受賞。

## 人物・来歴
兵庫県姫路市船津町の天台宗薬常寺の家に生まれ、中学時代に比叡山で得度。進学先は大正大学を勧められたが、兵庫県立姫路東高等学校を経て、1988年群馬大学工学部高分子化学科卒業。大学在学中比叡山で僧侶資格を取得。日本エヤーブレーキ（現ナブテスコ）のエンジニアや、商社勤務を経て、2001年株式会社ゼットエムピーを設立し、同社代表取締役社長に就任。2019年東京藝術大学大学院美術研究科博士後期課程修了、博士（美術）。ロボット開発や、「株式会社ロボットタクシー」の設立、自動運転技術開発を進め、日本における2019年コロナウイルス感染症の流行状況を受け、需要が増した無人フォークリフトを上市するなどした。群馬大学同窓生表彰、日本イノベーター大賞特別賞受賞。また、設立した株式会社ゼットエムピーも　日本ベンチャー大賞経済産業大臣賞受賞。